# Česká geografická společnost
Česká geografická společnost (zkráceně ČGS) je zapsaný spolek vědeckých, pedagogických a odborných pracovníků v geografii a příbuzných oborech. V čele České geografické společnosti stojí hlavní výbor a prezident, volený na čtyřleté období vždy na sjezdu České geografické společnosti. Prezidentem společnosti je doc. RNDr. Pavel Chromý, Ph.D. (od roku 2018), viceprezidenty jsou prof. RNDr. Tadeusz Siwek, CSc. a RNDr. Dana Fialová, Ph.D., vědeckým tajemníkem je doc. RNDr. Stanislav Kraft, Ph.D. Archivováno 22. 9. 2018 na Wayback Machine.
V současnosti má více než 500 členů, kteří se člení podle svého působiště do jednotlivých poboček (pražská, českobudějovická, plzeňská, severočeská, liberecká, královéhradecká, brněnská, olomoucká, ostravská) a podle odborného zaměření členů do jednotlivých sekcí (fyzická geografie, sociální geografie, regionální geografie, kartografie, historická geografie, polární sekce, sekce geografického vzdělávání).
Geografická společnost vydává časopis Geografie, který vychází jako vědecký časopis od svého založení a nyní má společností Thomson Scientific přidělen impakt faktor. Časopis Geografie (uvedený ve zprávě jako GEOGRAFIE – PRAGUE) získal v roce 2010 impakt faktor 0,787, což jej zařadilo do třetího kvartilu geografických časopisů (43. místo ze 65 sledovaných časopisů). Společnost dále vydává časopis Geografické rozhledy a časopis Informace České geografické společnosti a provozuje geografický portál Geography.cz. Oba časopisy jsou zařazeny na seznam vědeckých časopisů vedený Radou vlády ČR pro výzkum, vývoj a inovace.

## Historie
Česká geografická společnost je druhou nejstarší vědeckou společností v České republice. Pod názvem Česká společnost zeměvědná byla založena 1. května 1894 na ustavující schůzi konané v Kaulichově domě, sídle Geografického ústavu Karlo-Ferdinandovy university. Zakládajícími členy společnosti byli jak významní geografové té doby, tak i geologové a cestovatelé. Hlavním cílem společnosti bylo vydávání vědeckého časopisu – sborníku. První číslo Sborníku České společnosti zeměvědné vyšlo v roce 1895.
Geografická společnost měnila v průběhu let svůj název, působila na celém území Československa a od roku 1992 pod názvem Česká geografická společnost působí na celém území Česka.